# Liga Norte de México 2013
La Temporada 2013 de la Liga Norte de México fue la edición número 2. Para esta temporada se mantiene en 6 el número de equipos, pero hubo un cambio de sede, los Tiburones de Puerto Peñasco dejan de jugar en la liga y en su lugar entran los Freseros de San Quintín. Adicionalmente el equipo de Truenos de Tijuana se convirtió en los Toros de Tijuana. Para esta temporada la Liga Mexicana de Béisbol reafirmó que seguiría trabajando en conjunto con la Liga del Norte, siendo esta última su filial para dar desarrollo a los peloteros mexicanos.
La fecha de inicio de la campaña fue el miércoles 3 de abril.
Los Algodoneros de San Luis se coronaron campeones del circuito por primera vez al derrotar en la Serie Final a los Toros de Tijuana por 4 juegos a 3. El mánager campeón fue Alonso Téllez.

## Equipos participantes
Temporada 2013
| Liga Norte de México 2013 |                               |                             |           |
| Equipo                    | Sede                          | Estadio                     | Capacidad |
| Aguiluchos de Mexicali    | Mexicali, Baja California     | Casas Geo                   | 17,000    |
| Algodoneros de San Luis   | San Luis Río Colorado, Sonora | "Andrés Mena Montijo"       | 2,500     |
| Cerveceros de Tecate      | Tecate, Baja California       | "Manuel Ceceña"             | 4,000     |
| Freseros de San Quintín   | San Quintín, Baja California  | "Dr. Miguel Valdez Salazar" | 2,200     |
| Marineros de Ensenada     | Ensenada, Baja California     | Deportivo Antonio Palacios  | 5,000     |
| Toros de Tijuana          | Tijuana, Baja California      | Gasmart                     | 17,000    |

## Posiciones
- Actualizadas las posiciones al 4 de julio de 2013.

### Primera Vuelta
| Liga Norte de México | Liga Norte de México | Liga Norte de México | Liga Norte de México | Liga Norte de México | Liga Norte de México |
| Equipo               | JG                   | JP                   | PCT                  | JV                   | PTS                  |
| -------------------- | -------------------- | -------------------- | -------------------- | -------------------- | -------------------- |
| Tijuana              | 29                   | 12                   | .707                 | -                    | 6                    |
| San Luis             | 23                   | 18                   | .561                 | 6.0                  | 5                    |
| Ensenada             | 22                   | 18                   | .550                 | 6.5                  | 4.5                  |
| San Quintín          | 19                   | 21                   | .475                 | 9.5                  | 4                    |
| Mexicali             | 15                   | 26                   | .366                 | 14.0                 | 3.5                  |
| Tecate               | 14                   | 27                   | .341                 | 15.0                 | 3                    |

### Segunda Vuelta
| Liga Norte de México | Liga Norte de México | Liga Norte de México | Liga Norte de México | Liga Norte de México | Liga Norte de México |
| Equipo               | JG                   | JP                   | PCT                  | JV                   | PTS                  |
| -------------------- | -------------------- | -------------------- | -------------------- | -------------------- | -------------------- |
| Mexicali             | 24                   | 14                   | .632                 | -                    | 6                    |
| Tijuana              | 21                   | 17                   | .553                 | 3.0                  | 5                    |
| San Luis             | 20                   | 18                   | .526                 | 4.0                  | 4.5                  |
| Ensenada             | 19                   | 19                   | .500                 | 5.0                  | 4                    |
| San Quintín          | 15                   | 23                   | .395                 | 9.0                  | 3.5                  |
| Tecate               | 15                   | 23                   | .395                 | 9.0                  | 3                    |

### Global
| Liga Norte de México | Liga Norte de México | Liga Norte de México | Liga Norte de México | Liga Norte de México | Liga Norte de México |
| Equipo               | JG                   | JP                   | PCT                  | JV                   | PTS                  |
| -------------------- | -------------------- | -------------------- | -------------------- | -------------------- | -------------------- |
| Tijuana              | 50                   | 29                   | .633                 | -                    | 11                   |
| San Luis             | 43                   | 36                   | .544                 | 7.0                  | 9.5                  |
| Ensenada             | 41                   | 37                   | .526                 | 8.5                  | 8.5                  |
| Mexicali             | 39                   | 40                   | .494                 | 11.0                 | 9.5                  |
| San Quintín          | 34                   | 44                   | .436                 | 15.5                 | 7.5                  |
| Tecate               | 29                   | 50                   | .367                 | 21.0                 | 6                    |

| Clasificado a los playoffs |

## Juego de Estrellas
El Juego de Estrellas 2013 se realizó el domingo 19 de mayo en el Estadio "Andrés Mena Montijo" de San Luis Río Colorado, Sonora, casa de los Algodoneros de San Luis. El encuentro terminó con una victoria de 2 carreras a 0 para la Zona Este sobre la Zona Oeste. Aarón Sillas de los Algodoneros de San Luis fue elegido el Jugador Más Valioso del partido, mientras que el dominicano Welington Dotel de los Aguiluchos de Mexicali fue el ganador del Home Run Derby.

## Playoffs
|  | Semifinales | Semifinales | Semifinales |         |   | Final    | Final | Final |  |
|  |             |             |             |         |   |          |       |       |  |
|  |             |             |             |         |   |          |       |       |  |
|  | 3           | Ensenada    | 3           |         |   |          |       |       |  |
|  | 3           | Ensenada    | 3           |         |   |          |       |       |  |
|  | 2           | San Luis    | 4           |         |   |          |       |       |  |
|  | 2           | San Luis    | 4           |         | 2 | San Luis | 4     |       |  |
|  |             |             |             |         | 2 | San Luis | 4     |       |  |
|  |             |             | 1           | Tijuana | 3 |          |       |       |  |
|  | 4           | Mexicali    | 1           | Tijuana | 3 | 3        |       |       |  |
|  | 4           | Mexicali    |             |         |   | 3        |       |       |  |
|  | 1           | Tijuana     | 4           |         |   |          |       |       |  |
|  | 1           | Tijuana     | 4           |         |   |          |       |       |  |
|  |             |             |             |         |   |          |       |       |  |